# سيرجي خاريتونوف
سيرجي خاريتونوف ((بالروسية: Серге́й Вале́рьевич Харито́нов)‏، (بالروسية: sʲɪrˈɡʲej xərʲɪˈtonəf)‏
؛ مواليد 18 أغسطس 1980) هو مُقاتل فنون قتالية مختلطة روسي محترف في وملاكم كيك بوكسينغ سابق.

## وصلات خارجية
- سيرجي خاريتونوف على موقع بوكس ريك (الإنجليزية) (registration required)
- سيرجي خاريتونوف على موقع بيلاتور (الإنجليزية)
- سيرجي خاريتونوف على موقع شيردوغ (الإنجليزية)
- سيرجي خاريتونوف على موقع IMDb (الإنجليزية)
- سيرجي خاريتونوف على موقع قاعدة بيانات الفيلم (الإنجليزية)